# Rzeźba krasowa

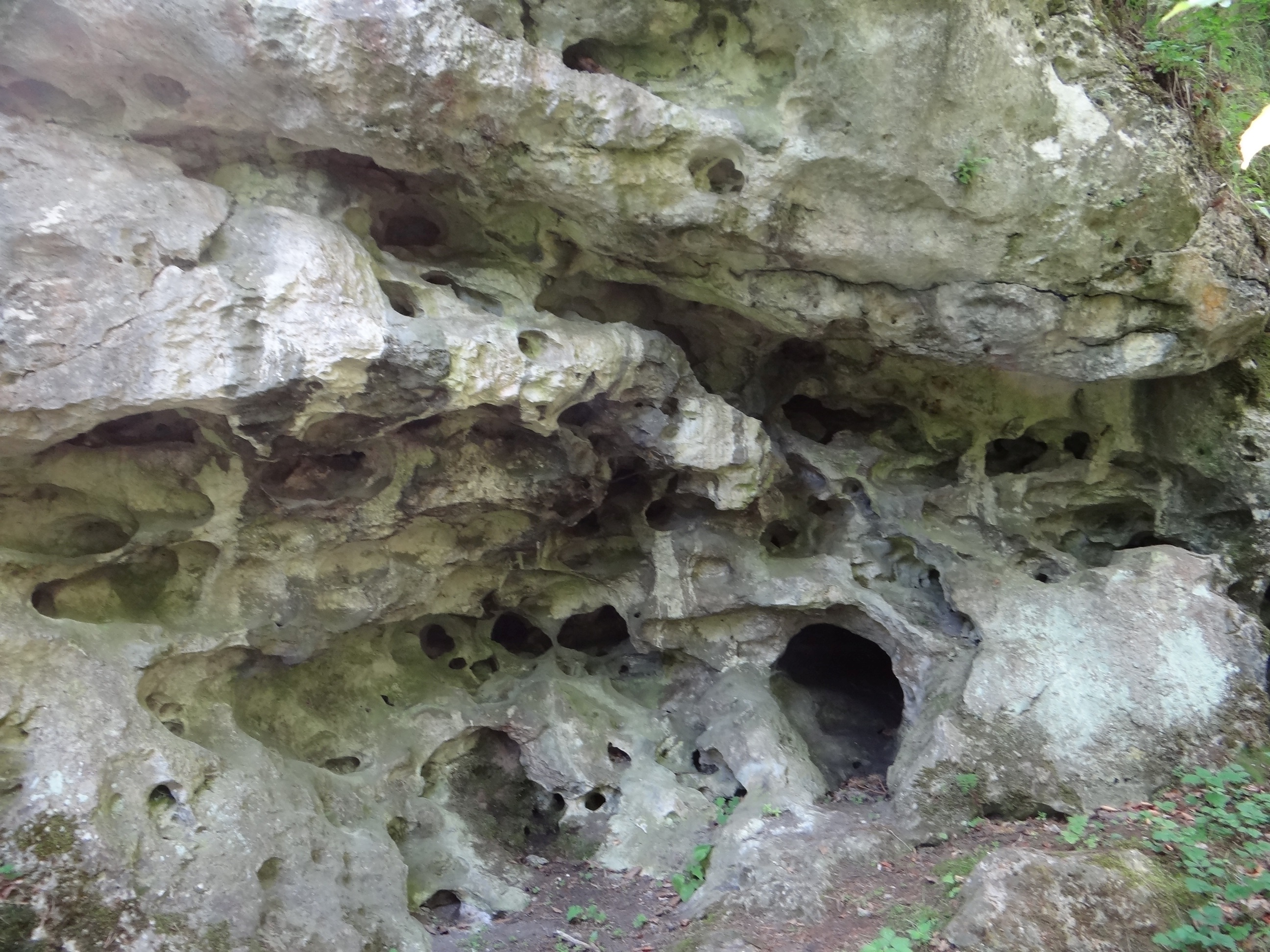
Rzeźba krasowa wapiennych skał

Rzeźba krasowa – rzeźba terenu, której ukształtowanie  związane jest z działaniem wody w wyniku procesów krasowienia.
Charakterystyczne jest występowanie takich form ukształtowania powierzchni jak leje krasowe, żłobki krasowe. Charakterystyczne są również doliny krasowe z licznymi jarami, wąwozami i jaskiniami. Wewnątrz jaskiń tworzą się zwisające wapienne sople – stalaktyty i podobne, ale wyrastające z dna jaskini stalagmity. Stalaktyt połączony ze stalagmitem tworzą natomiast stalagnat.
W Polsce obszary rzeźby krasowej występują w Tatrach, Niecce Nidziańskiej i Wyżynie Lubelskiej.